# Retama monosperma
Retama monosperma es una especie de leguminosa del género Retama de flores blancas. Especie muy típica de las costas del suroeste ibérico y noroeste marroquí. A veces se le utiliza para fijar dunas y en ornamentación en otras regiones de la península ibérica. Asociada al palmito, altabaca (Dittrichia viscosa), taraje (Tamarix sp.) y camarina. 

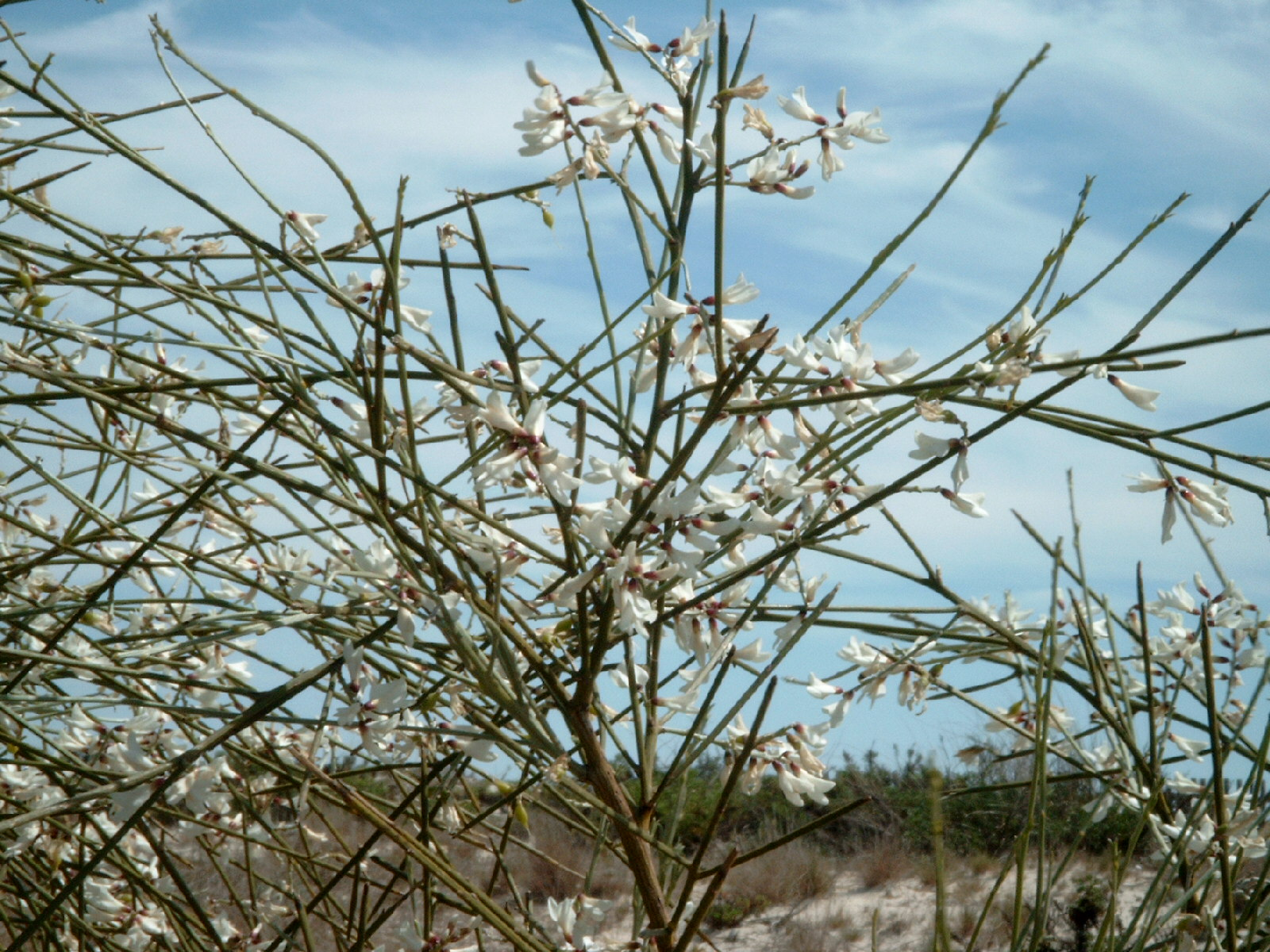
Vista de la planta

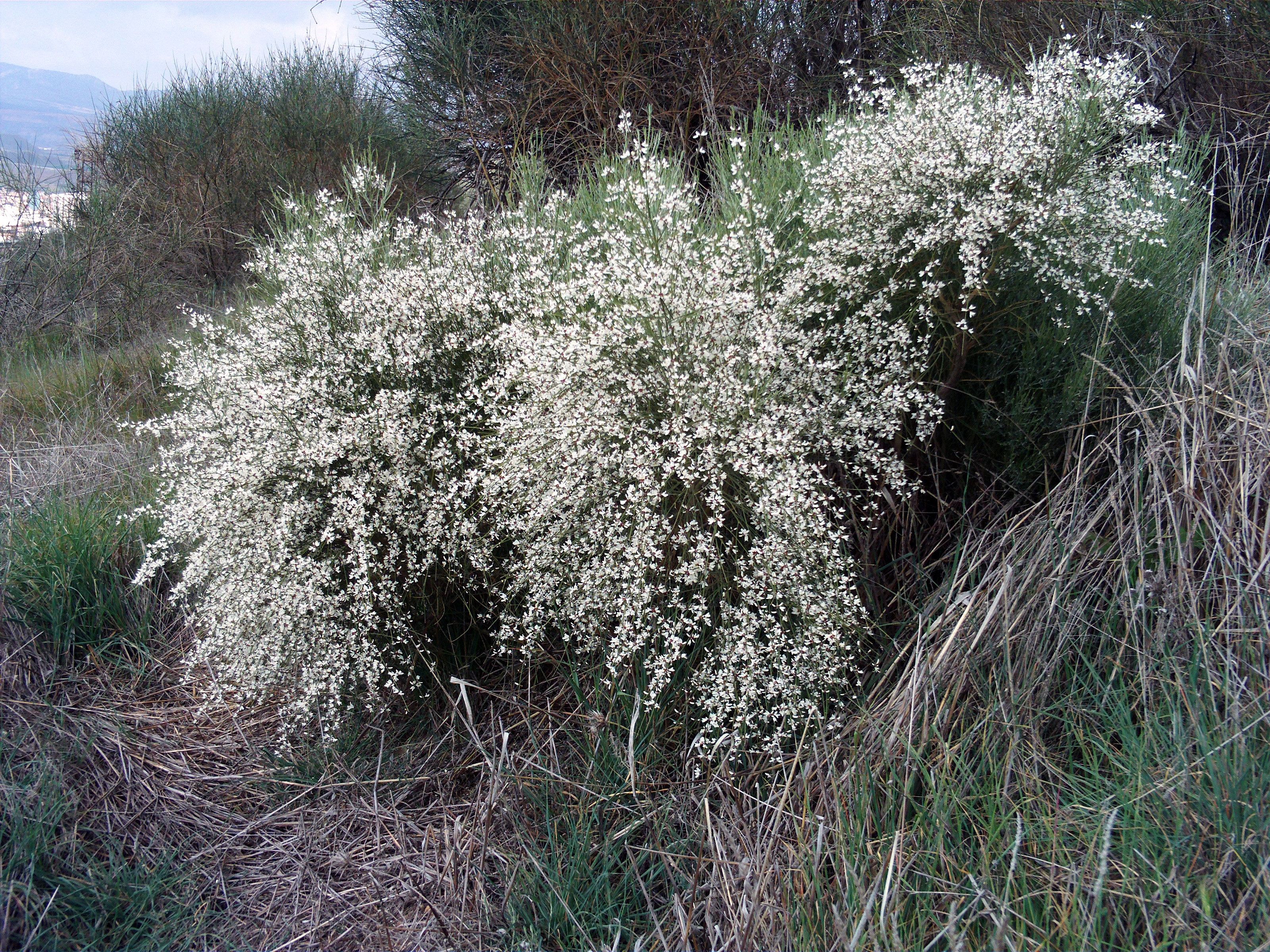
En su hábitat

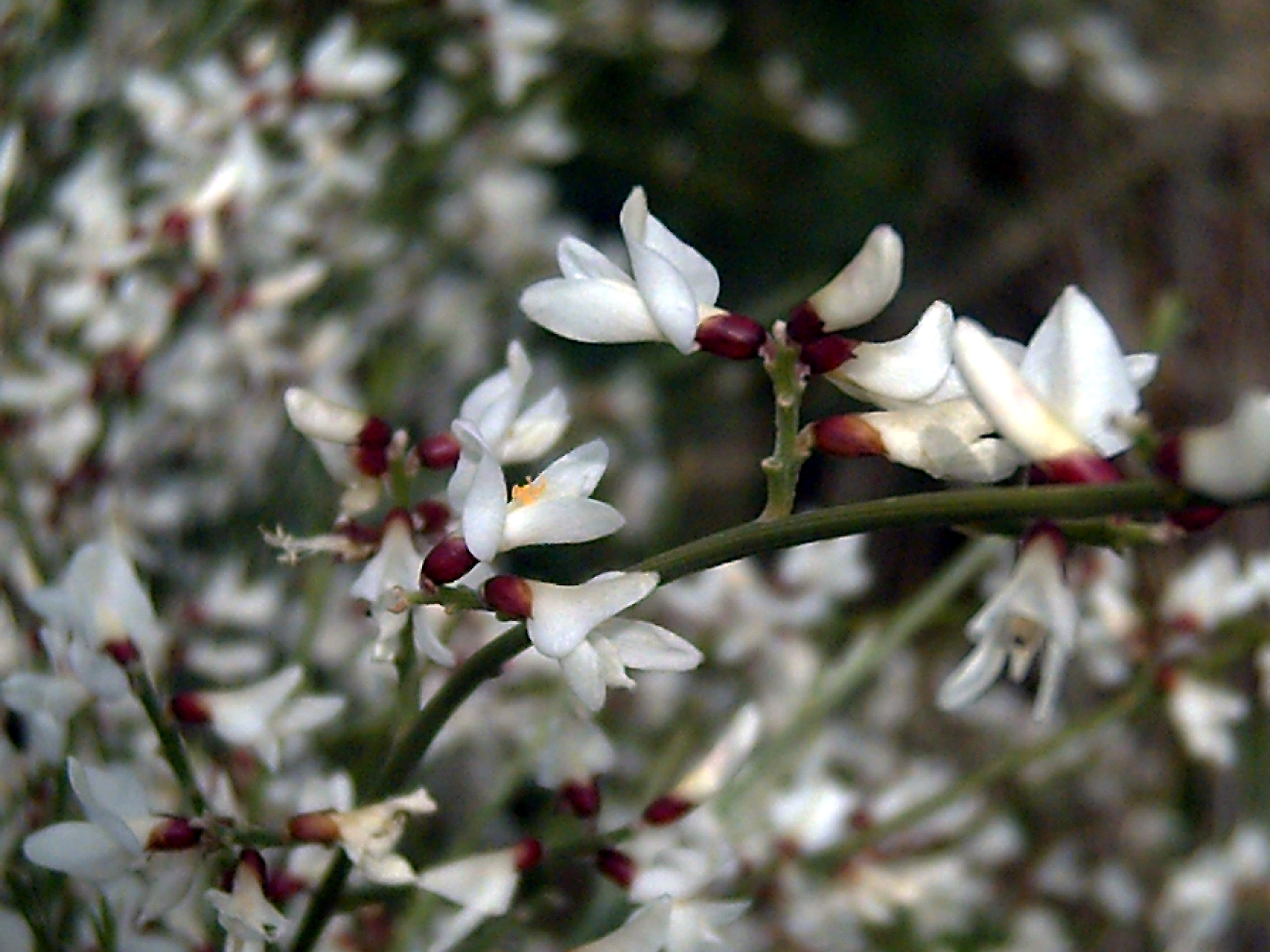
Detalle de las flores

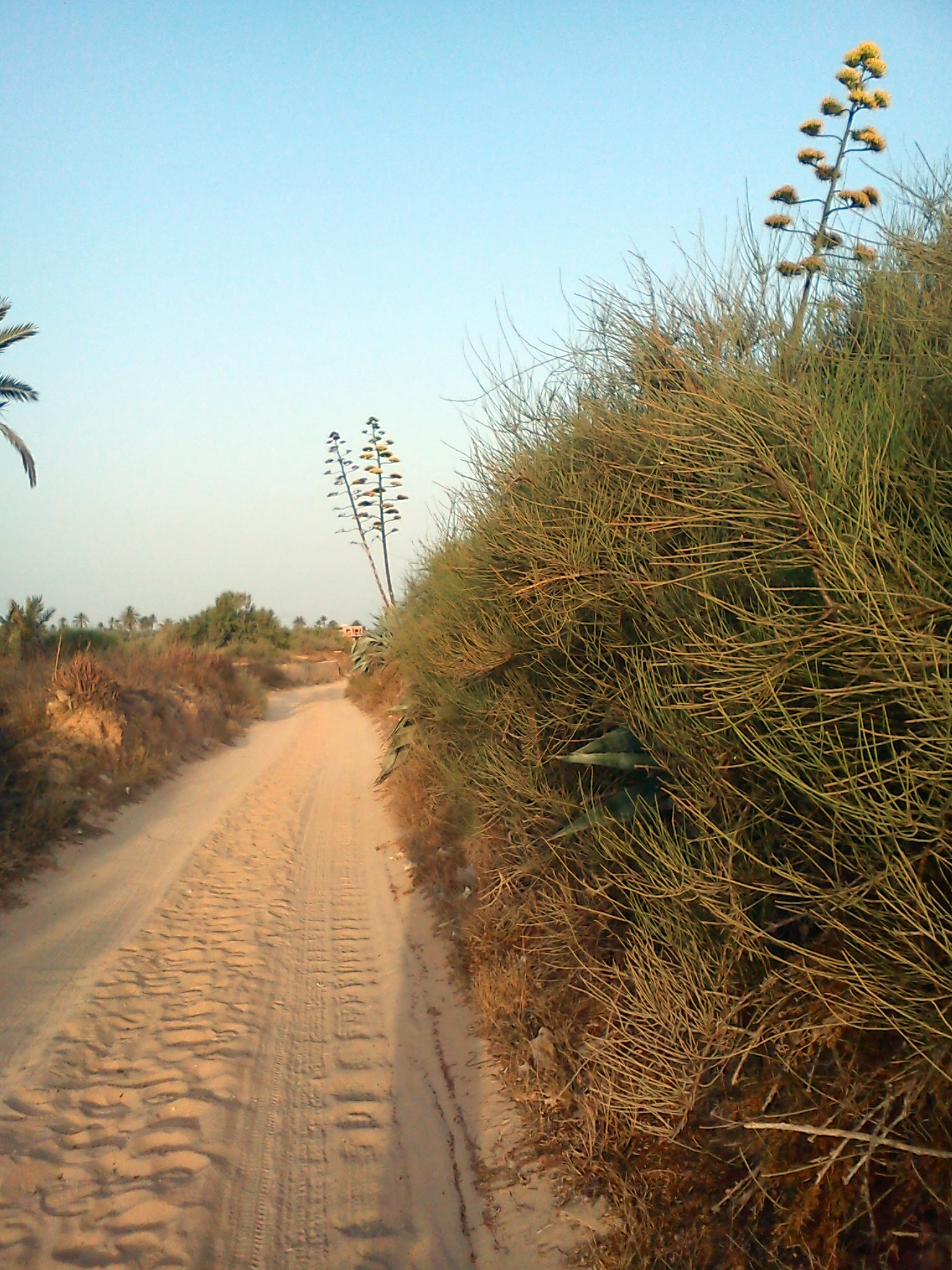
Retama monosperma, Agave americana y Aloe Vera. Mezraya, Djerba

## Descripción
Tiene tallos que alcanzan un tamaño de hasta 3,5 m de altura, abundantes, ramificados. Hojas lineares, caducas, pubescentes. Las inflorescencias en racimos laxos. Cáliz de 4 mm, campanulado, glabro; labio superior con 2 dientes bien marcados; el inferior con 3 dientes mucronulados pequeños. Corola de 9-13 mm, blanca, pubescente. Legumbre de 12-16 mm, ovoidea, con un mucrón uncinado. Florece y fructifica de enero a abril.

## Distribución y hábitat
Se encuentra en sabinares, enebrales y pinares de las dunas móviles o semifijas costeras; 0-300 m en la península ibérica y NW de Marruecos. SW de la península ibérica (desde Setúbal hasta Gibraltar); naturalizada en diversos puntos de la Península.

## Propiedades
Las semillas contienen citisina, un alcaloide tóxico. Quince quinolizidínicos y tres dipiperidina alcaloides también se pueden aislar de diferentes partes de la planta. En particular, la presencia de (+) - esparteína , α-y β- isosparteina, (+) -17 - oxosparteina, (-) - lupanina, 5,6-dehydrolupanine , (-) - anagrina, (-) - N -metilcitisina y (+) - ammodendrina pueden ser detectadas.

## Taxonomía
Retama monosperma fue descrita por (L.) Boiss.   y publicado en Voyage botanique dans le midi de l'Espagne 2(5): 144. 1840.
Etimología
Retama: nombre genérico que deriva de Retáma, -ae f. – del árabe andalusí ratama (ár. culto ratam); castellano: retama f. = nombre de no pocas genísteas, como las retamas propiamente dichas –Retama monosperma (L.) Boiss., R. sphaerocarpa (L.) Boiss. y R. raetam (Forssk.) Webb– y especies varias de los géneros Cytisus L., Genista L. y Spartium L.
monosperma: epíteto latíno que significa "con una sola semilla".
Sinonimia
Citología
Números cromosomáticos de Retama monosperma  (Fam. Leguminosae) y táxones infraespecificos:  2n=48
Sinonimia
- Retama rhodorhizoides Webb & Berthel.[8]
- Lygos monosperma (L.) Heywood in Feddes Repert. 79: 53 (1968)
- Genista monosperma (L.) Lam., Encycl. 2: 616 (1788)
- Spartium monospermum L., Sp. Pl. 708 (1753)
- Spartium clusii Spach in Ann. Sci. Nat., Bot. ser. 2 19: 290 tab. 16, fig. 3 (1843)
- Retama webbii (Spach) Webb, Otia Hispan. ed. 2 24 (1853)
- Spartium webbii Spach in Ann. Sci. Nat., Bot. ser. 2 19: 291 tab. 16, fig. 4 (1843)[7]

## Nombres comunes
- En España: gayomba, retama (6), retama blanca (13), retama de flor blanca, retama de olor (2), retama pelada, retama silvestre de flores blancas.(el número entre paréntesis indica las especies que tienen el mismo nombre en España)[9] 24